# Colt M1878
 (juillet 2023).
La mise en forme du texte ne suit pas les recommandations de Wikipédia : il faut le « wikifier ».
Les points d'amélioration suivants sont les cas les plus fréquents. Le détail des points à revoir est peut-être précisé sur la page de discussion.
- Les titres sont pré-formatés par le logiciel. Ils ne sont ni en capitales, ni en gras.
- Le texte ne doit pas être écrit en capitales (les noms de famille non plus), ni en gras, ni en italique, ni en « petit »…
- Le gras n'est utilisé que pour surligner le titre de l'article dans l'introduction, une seule fois.
- L'italique est rarement utilisé : mots en langue étrangère, titres d'œuvres, noms de bateaux, etc.
- Les citations ne sont pas en italique mais en corps de texte normal. Elles sont entourées par des guillemets français : « et ».
- Les listes à puces sont à éviter, des paragraphes rédigés étant largement préférés. Les tableaux sont à réserver à la présentation de données structurées (résultats, etc.).
- Les appels de note de bas de page (petits chiffres en exposant, introduits par l'outil «  Source ») sont à placer entre la fin de phrase et le point final[comme ça].
- Les liens internes (vers d'autres articles de Wikipédia) sont à choisir avec parcimonie. Créez des liens vers des articles approfondissant le sujet. Les termes génériques sans rapport avec le sujet sont à éviter, ainsi que les répétitions de liens vers un même terme.
- Les liens externes sont à placer uniquement dans une section « Liens externes », à la fin de l'article. Ces liens sont à choisir avec parcimonie suivant les règles définies. Si un lien sert de source à l'article, son insertion dans le texte est à faire par les notes de bas de page.
- La présentation des références doit suivre les conventions bibliographiques. Il est recommandé d'utiliser les modèles {{Ouvrage}}, {{Chapitre}}, {{Article}}, {{Lien web}} et/ou {{Bibliographie}}. Le mode d'édition visuel peut mettre en forme automatiquement les références.
- Insérer une infobox (cadre d'informations à droite) n'est pas obligatoire pour parachever la mise en page.

Pour une aide détaillée, merci de consulter Aide:Wikification.
Si vous pensez que ces points ont été résolus, vous pouvez retirer ce bandeau et améliorer la mise en forme d'un autre article.
Le revolver Colt M1878 est un revolver double action qui a été fabriqué par Colt's Manufacturing Company de 1878 à 1907. Il est souvent appelé revolver "Frontier" ou "Double Action Army" en référence au Colt Single Action Army. Au total, 51 210 revolvers modèle 1878 furent fabriqués, dont 4 600 unités pour le US Ordnance Department. Ceux-ci sont aussi connus aux États-Unis sous le nom de modèles "Philippines" ou "Alaskan".

## Histoire
De son vivant, Samuel Colt a expérimenté des systèmes de revolver à double action après s'être fait connaitre pour ces révolver simple action, mais il les considérait comme peu fiables. Après l'expiration du brevet de Colt en 1857, d'autres fabricants ont commencé à concevoir et à produire des revolvers à double action. La Colt's Manufacturing n'a fabriqué son propre revolver à double action qu'en 1877, vingt ans après l'expiration du brevet.
Le M1878 a été conçu par William Mason, Manager de l'usine de Colt et Charles Brinckerhoff Richards, surintendant de l'ingénierie de l'entreprise. Il était de conception similaire au Colt Model 1877 à quelque détails prés. Le modèle 1878 avait un cadre plus grand et est donc parfois appelé revolver à double action «grand cadre», tandis que le modèle 1877 est également appelé revolver à double action «petit cadre». Le modèle 1878 était considéré comme une conception plus robuste, résistante et plus fiable que le modèle 1877.

## Conception et fonctionnalités
La conception du modèle 1878 était basée sur le modèle 1877, qui été lui-même fortement basé sur la conception de l'ancien revolver Colt Single Action Army. Une entretoise est ajoutée pour relier le mouvement de la gâchette au chien. Le haut de la gâchette glisse au-delà de la pièce de force afin que le chien reste bloqué en position armé s'il est tiré manuellement.
Le revolver modèle 1878 avait une carcasse plus grande que sont prédécesseur, le modèle 1877, qui lui permettait de tirer des cartouches plus longues et plus puissantes telles que le .45 Colt et le .44-40 Winchester, et il utilisait les mêmes pièces de canon et d'éjecteur que le revolver Single Action Army ainsi qu'un barillet très similaire. À un moment donné, l'usine a modifié les barillets du modèle 1878 pour les utiliser dans les revolvers à simple action dans le but d'épuiser les pièces de rechange des précédents modèles, en réassemblant de nouvelles armes.

## Variantes
Le modèle 1878 était disponible en .32-20, .38 Colt, .38-40, .41 Colt, .44-40, .45 Colt, .455 Webley et .476 Eley. Les calibres les plus populaires étaient le .44-40 Winchester et le .45 Colt.

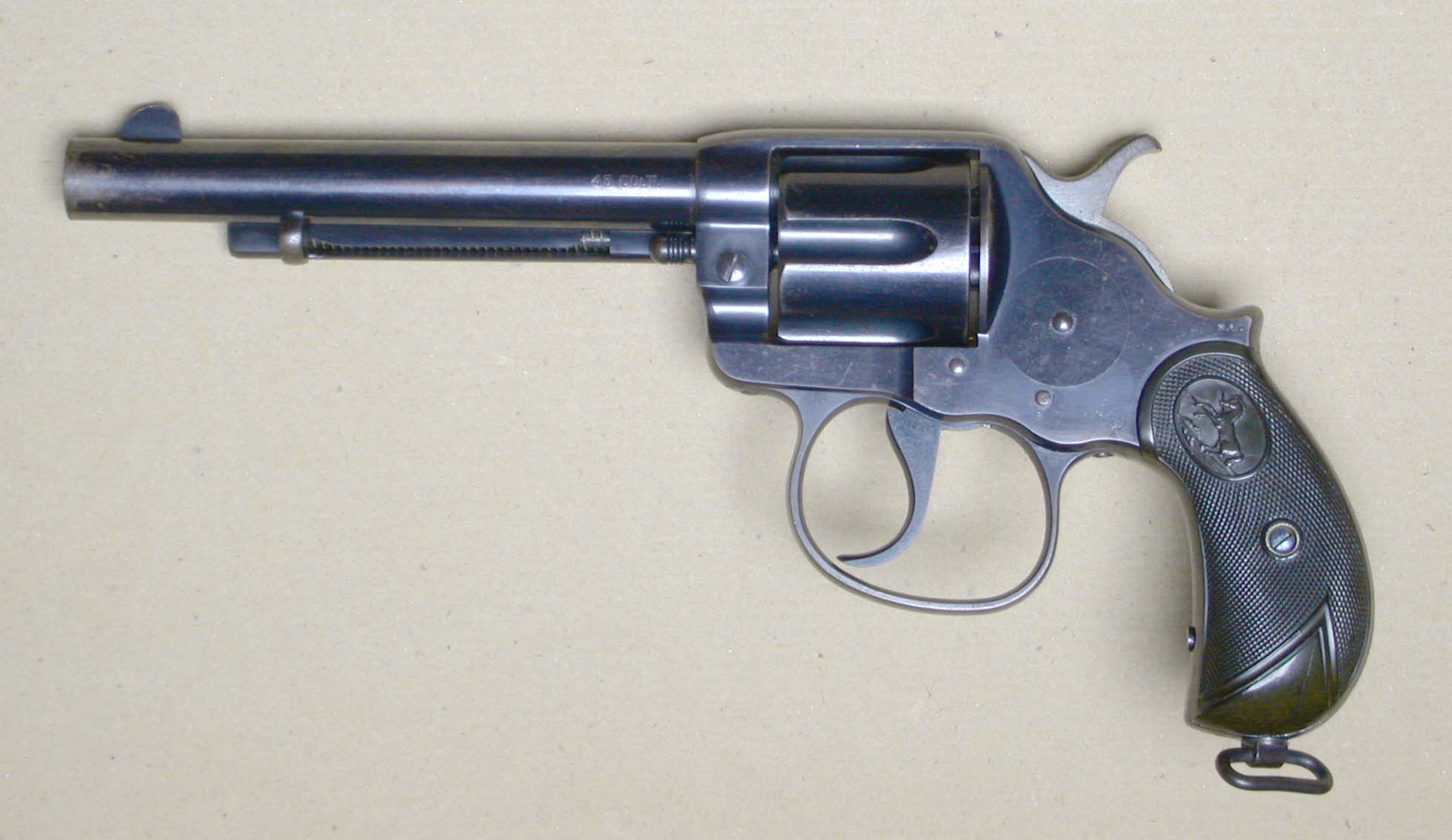
Colt Modèle 1902 dit "Philippine"

Les poignées standard étaient en caoutchouc durcis avec un grip en carreaux, noirs, mais certains premiers revolvers étaient produits avec des poignées en noyer quadrillé. Les longueurs de canon pouvaient varier et étaient disponibles à partir de 2 1⁄2 pouce jusqu'à 7 1⁄2 pouces. Les revolvers avec des canons de 4 pouces et plus courts avaient pour particularité de ne pas avoir d'éjecteur.
En 1902, 4 600 revolvers modèle 1878 ont été produits pour un contrat avec l'armée américaine. Ils étaient destinés à équiper la gendarmerie philippine sous le commandement du brigadier général Henry T. Allen pendant la guerre américano-philippine (1899–1902). cette commande fut passée pour équiper les troupes avec des armes possédant un plus grand pouvoir d'arrêt.
Ces revolvers avaient des canons de 6 pouces, des poignées en caoutchouc dur et étaient chambrés pour la cartouche .45 Colt. Ils avaient également des ressorts renforcés et des queues de détentes allongées pour donner à l'utilisateur plus de force de levier, donnant ainsi une pression de détente plus fiable, c'est la principale raison des pontets agrandis. Le ressort renforcé était nécessaire pour tirer les cartouches .45 Colt Government qui avaient une amorce moins sensible par rapport aux munitions civiles .45 Colt. Beaucoup de gens ont supposé à tort que c'était pour permettre au revolver d'être utilisé tout en portant des gants par temps froid, ce qui signifie que le "modèle Alaskan" est un abus de langage. Ces revolvers sont également officieusement désignés Colt 1902 Philippine Model (Colt M1902).